# فاضل غیبی
فاضل غیبی (۱۳۳۳ –۱۴۰۴) تاریخ‌پژوه و فیلسوف فرهنگ بود. مهم‌ترین کتاب او «رگ تاک» نام دارد که با به ادعای فصلنامه «باران» و مصاحبه بهمن امینی با فاضل غیبی با تیراژ هشت هزار جلد پرفروش‌ترین کتاب تاریخ در خارج از کشور بوده است.

## زندگی‌نامه
فاضل غیبی در خانواده‌ای زرتشتی - بهائی در تهران متولد شد. در نوجوانی به کلاسی که در آن فرهنگ هلاکویی آثار بهائی درس می‌داد راه یافت و به مطالعات تاریخی و فلسفی علاقه‌مند شد. برای ادامهٔ تحصیل در رشتهٔ مهندسی برق به آلمان رفت و در آنجا نیز به موازات تحصیل و کار، کتابخوانی را پی گرفت. در این میان به مارکسیسم جلب شد و در شمار هواداران حزب تودهٔ ایران درآمد، تا آنکه بسال ۱۳۶۲ از آن کناره گرفت. فاضل غیبی در دانشکدهٔ فیزیک اتمی در دانشگاه صنعتی دارمشتات کار کرد و پس از آنکه به مدت دو سال در دانشگاه فرانکفورت فلسفه خواند به مطالعات شخصی در زمینهٔ فلسفه و تاریخ ادامه داد.
به سال ۱۳۷۶ کتاب «رگ تاک» (گفتاری دربارهٔ نقش دین در تاریخ اجتماعی ایران) را به نام «دلارام مشهوری» منتشر کرد. به سال ۱۳۷۹ «دو گفتار» دربرگیرندهٔ «حافظ، دیوانهٔ سرسامی یا فرزانهٔ جاودانی» و «ما و غرب‌زدگی آل‌احمد» نیز به همین نام منتشر شد. غیبی از سال ۱۳۹۰ به نگارش جستارهایی در زمینه‌های گوناگون تاریخی، اجتماعی و سیاسی دست زد که شمار آنها به ۹۷ رسیده و در سایت شخصی او در دسترس است.

## کتاب‌ها
- رگ تاک: غیبی در این کتاب با به‌کارگیری «پیکره پردازی تاریخی» استفادهٔ تبلیغی تاریخ‌نگاران اسلامی و چپ را ردّ می‌کند و پیکرهٔ نوینی از تاریخ ایران نشان می‌دهد. او از زاویه‌ای به پیکرهٔ جامعهٔ ایران می‌نگرد که در آن نه تنها ضرورت‌های مادی و اجتماعی، بلکه نیازهای فرهنگی از جمله دین مهم است و با این نگرش جنبش بابی و نقش آیین بهائی در انقلاب مشروطه و دوران معاصر را به‌ویژه مفصلاً بررسی می‌کند.[۴]
- فلسفهٔ مدرن و ایران آینده (۱۳۹۲): غیبی در این کتاب به‌طور محوری با توجه به کارنامهٔ نیچه و هانا آرنت به نقش نخبه پروری در پیدایش اندیشمندان بزرگ پرداخته و تربیت نخبگان ایرانی را توصیه می‌کند و نشان می‌دهد که با پیوند رگه‌های اندیشمندی ایرانشهری با فلسفهٔ مدرن اروپایی می‌توان بر ناباروری فلسفی در ایران غلبه کرد. غیبی بهائیت را به‌عنوان جریانی فکری و اجتماعی، کوششی در این راستا می‌یابد.
- بهائیان و ایران آینده (۱۳۹۰): شامل پیشنهادهای بهائیان برای نوسازی ایران است.
- حافظ، دیوانهٔ سرسامی یا فرزانهٔ جاودانی: پژوهشی ادبی است که در آن غیبی با استناد بر سروده‌های حافظ ادعا می‌کند، او در تمامی عمر بهدین (زرتشتی) بوده است.[۵]
- اسلام، آیین پیشاشهرنشینی (۱۳۹۸. انتشارات فروغ): پژوهشی است با روش تاریخ‌شناسی علمی که اسلام را به عنوان پدیده‌ای تاریخی ـ اجتماعی بررسی می‌کند و پیدایش آن را در پیامد یورش اعراب صحرانشین به دو امپراتوری روم و ایران نشان می‌دهد و تأثیرات گسترش اسلام بر سیر تمدن بشری را در ۱۴ سدهٔ گذشته تا «جنبش بیداری اسلامی» در دوران معاصر بدیدهٔ انتقادی می‌نگرد.

## انتقاد
برخی به فاضل غیبی انتقاد می‌کنند که از موضع «راست ملی»: «به کلِ جنبش چپ با بدبینی و گاه خصمانه نگاه می‌کند.»